# Surma (Rohrblattinstrument)
Surma (ukrainisch сурма, von persisch surnā, Diminutiv suremka) ist ein seltenes konisches Doppelrohrblattinstrument (Kegeloboe) in der Ukraine, das früher als Militär-, Signal- und Zeremonialinstrument verwendet wurde. Im 20. Jahrhundert geriet es weitgehend in Vergessenheit, wird jedoch heute im Rahmen historischer Rekonstruktionen gelegentlich in Volksmusikorchestern gespielt. Ein Surma-Spieler wird surmatschi (сурмачі) genannt.

## Herkunft
Das ukrainische Wort surma ist mit dem türkischen zurna verwandt und geht auf persisch surnā (sornay) zurück. Zum von Südosteuropa bis nach Ostasien weit verbreiteten Wortumfeld gehören ähnliche Kegeloboen wie in Griechenland (zurle), Zentralasien (surnay), Indien (shehnai), China (suona), Malaysia und Indonesien (serune, sarunai). Die surma ist überdies mit der mittelalterlichen westeuropäischen Schalmei verwandt. Unter anderem in der ukrainischen, russischen, belarussischen und polnischen Sprache bezeichnet surma oder surna auch eine historische Holztrompete.
Abbildungen von surma finden sich in ukrainischen Handschriften, etwa in der Manasiev-Chronik des 14. Jahrhunderts. Die Darstellungen zeigen ein schlankes konisches Instrument. Auch in der Volkskunst wie beim Motiv „Die Mäuse beerdigen die Katze“ oder in Memoiren zu polnischen und russischen Hofzeremonien wird die surma erwähnt.

## Bauform
Die surma wird typischerweise aus Linde, Erle oder Ulme gefertigt. Das Instrument besitzt ein hölzernes oder metallisches Mundstück, in das ein Doppelrohrblatt eingesetzt wird. Die konisch gebohrte Spielröhre besitzt gewöhnlich sieben Grifflöcher an der Vorderseite und ein Daumenloch an der Rückseite.
Der Tonumfang hängt von Länge und Durchmesser ab. Der Klang wird als scharf, nasal und durchdringend beschrieben. In der Sammlung des Konservatoriumsmuseums Sankt Petersburg wurden zwei originale surma aufbewahrt – eine mit eiförmigem, die andere mit glockenförmigem Schalltrichter.

## Spielweise
Die surma hatte traditionell eine militärische und signalgebende Funktion. In alten ukrainischen Chroniken wird sie zusammen mit Trommeln und Trompeten genannt. In der Kosakenarmee waren die surmatschi eigenständige Musiker, die sich von Trompetern (trembatschi, von trembita) unterschieden.
In der ukrainischen epischen Dichtung (Duma) erscheint die surma als vijskowa suremka („Kriegs-Suremka“). Auch in polnischen Quellen wird sie als Begleitinstrument bei militärischen Zeremonien erwähnt. In Moskau wurde das Instrument im 17. Jahrhundert bei höfischen Hochzeiten verwendet – trotz kirchlicher Vorbehalte gegenüber Volksmusik.
Neben der militärischen Nutzung wurde die surma bei Hochzeiten, Umzügen und anderen Zeremonien gespielt. 
Heute ist die surma kaum noch im Alltagsgebrauch. Es gibt jedoch Bestrebungen zur Rekonstruktion und Wiederbelebung, etwa im Rahmen historischer Ensembles oder in der Volksmusik. Nachbildungen basieren oft auf Museumsstücken aus Sankt Petersburg und Warschau. Regional wird die surma vereinzelt wieder als Bühneninstrument eingesetzt.